# Кон (повесть)
«Кон» — фантастическая повесть Марины и Сергея Дяченко, впервые опубликованная в 2002 году. Повесть выдержала более десятка переизданий, была напечатана также на английском и украинском языках, номинирована на несколько премий и получила премию «Мраморный фавн». Критик Владимир Пузий назвал «Кон» одним из лучших произведений Дяченко.

## Сюжет
В центре внимания авторов образ Кона — мистического театра, не просто здания или учреждения, но личности:312. Этот разумный театр, существующий в небольшом городке, допускает на свои подмостки любого режиссёра — который либо будет увенчан лаврами победителя, либо будет навсегда отвергнут. Кон способен влиять на массовое сознание, являясь своего рода генератором неоспоримой иерархии общественного мнения, генератором зомбирования. Главный герой повести, начинающий театральный режиссёр, на протяжении всей своей недолгой жизни любил-боготворил этот мистический театр. Он идёт на риск, ставя свою пьесу на сцене Кона. В конечном счёте он терпит поражение, но и побеждает, потому что заставляет Кона в первый раз задуматься.

## Проблематика
Кон — повесть о том, что такое искусство:312, но она не столько о самом процессе творчества, сколько о его внешней стороне. Это повесть (по формулировке Сергея Бережного) «о том, как горячо молодой художник (режиссёр, писатель) жаждет понимания классиков — и натыкается вдруг вместо этого на ту самую пошлую завистливую власть, в силах которой закрыть двери, сломать вдохновение, сбить влёт». В повести затрагиваются проблемы новаторства и проблемы традиции, которая может превращаться в косность. Поднимается вопрос, насколько мешают потребителю искусства объективно воспринимать то или иное явление софиты общественного мнения, чужие аплодисменты или свист.

## Премии
Повесть получила премию «Мраморный фавн» за 2001 год. Также она была номинирована на премии «Бронзовая улитка», «Интерпресскон» и «Сигма-Ф».